# Voetbal Experience
Voetbal Experience was een voetbalmuseum in Roosendaal in de Nederlandse provincie Noord-Brabant. Het was een onderdeel van het Herstacostadion.
In november 2012 werd bekendgemaakt dat het voetbalmuseum uit Middelburg verdwijnt. Oorzaak was het tegenvallende aantal bezoekers van de attractie. Het geplande aantal van 200.000 verkochte entreebewijzen werd bij lange na niet gehaald. 
26 juli 2014 wordt het voetbalmuseum opnieuw geopend in het Herstacostadion in Roosendaal. Op 29 oktober 2018 werd bekend dat het museum per 1 januari 2019 de deuren sluit.

## Indeling
Voetbal Experience bestond onder andere uit:
- Thrill (voetbalfilms op een multiscreen van 16 meter breed)
- Oranje Hall of Fame (over het Nederlands Elftal)
- SkillZone (om behendigheid aan de bal te testen)
- Galerij der Groten (over de grootste voetballers aller tijden)
- Ladies Lounge (voetbalmode, voetbalhaar en voetbalroddels)
- Schatkamer (mooie museumstukken)
- Wereldvoetbal (zicht op hoe overal ter wereld wordt gevoetbald)
- Playstadium (voetbal spelen op de playstation)
- Catacomben (een zone over stadions en stadionervaringen)
- Voetbalcafé